# Anterhynchium natalense
Anterhynchium natalense är en stekelart som först beskrevs av Henri Saussure 1856.  Anterhynchium natalense ingår i släktet Anterhynchium och familjen Eumenidae.

## Underarter
Arten delas in i följande underarter:
- A. n. junctum
- A. n. lateromaculatum
- A. n. perfidiosumatum
- A. n. rufior
- A. n. flammeum